# MTV Europe Music Award al miglior artista caraibico
L'MTV Europe Music Award al miglior artista caraibico (MTV Europe Music Award for Best Caribbean Act) è uno dei premi principali degli MTV Europe Music Awards, che viene assegnato dal 2019.

## Vincitori e candidati

### Anni 2010
| Anno | Vincitori | Ricevente                                       | Note  |
| ---- | --------- | ----------------------------------------------- | ----- |
| 2019 | Anuel AA  | - Bad Bunny - Daddy Yankee - Ozuna - Pedro Capó | [ 1 ] |

### Anni 2020
| Anno | Vincitori    | Ricevente                                                  | Note  |
| ---- | ------------ | ---------------------------------------------------------- | ----- |
| 2020 | Bad Bunny    | - Anuel AA - Ozuna - Residente - Rauw Alejandro            | [ 2 ] |
| 2021 | Bad Bunny    | - Farruko - Guaynaa - Natti Natasha - Rauw Alejandro       | [ 3 ] |
| 2022 | Daddy Yankee | - Bad Bunny - Myke Towers - Natti Natasha - Rauw Alejandro |       |
| 2023 | Young Miko   | - Bad Bunny - Eladio Carrión - Mora - Rauw Alejandro       |       |
| 2024 | Young Miko   | - Eladio Carrión - Luar La L - Myke Towers - Yovngchimi    |       |